# Архітектура Івано-Франківська

## Велика пожежа
Під час Великої пожежі у Станіславові місто згоріло на третину. Пожежа за півдня сягнула майже від нинішнього парку тодішньою вулицею Липовою до — центру, ратуші, знищуючи попутно будинки на сусідніх вуличках.
28 вересня 1868 року пополудні в садибі Г. Лотрінгера на вулиці Липовій, 224 (нині Тараса Шевченка, 28) у відкритій печі ґаздиня варила джем (по-тутешньому — мармоляду). У вітряну погоду піч зосталася без нагляду, а жаринки з печі залетіли на дерев’яну покрівлю. Дуже швидко пожежа вийшла з-під контролю — вітер поніс полум’я з будинку на будинок в напрямку середмістя.
Як не дивно, був і позитивний наслідок пожежі — згоріли переважно старі хатини бідних районів міста, натомість звели чимало красивих будівель.

## Станіславів у1919—1939рр.
В той час, коли в травні 1919 року Станиславів зайняли поляки, місто ще лежало в руїнах із часів Першої світової війни. Нові господарі розпочали розчищати завали та розробляти плани відбудови міста.
Однак радянсько-польська війна, а слідом й гіперінфляція та політична криза не дозволяли вести капітальне будівництво. Встигли лише розібрати руїни. 
Після другої половини 1920‑х в країні ситуація стабілізувалася, і це сприяло бурхливій забудові Станиславова. Одним із перших великих будинків, зведених за Польщі, стала приватна клініка лікаря Гутта (нині — обласний фтизіопульмонологічний центр, вул. Франка, 17). Ця споруда постала у 1926 році і незабаром перетворилася на один із найпопулярніших лікувальних закладів міста. Також тут було пологове відділення.
Якщо у клініці Гутта ще можна побачити якісь архітектурні прикраси, то наступні новобудови не могли цим похвалитись. Країна ледь оговталась від кризи, і тому замовникам було не до маскаронів, атлантів, портиків і колон. Споруди зводилися стримані, функціональні, позбавлені жодної декоративності. Цей архітектурний напрямок отримав назву модернізм. У його традиціях виконаний Будинок союзу польських залізничників, фасад якого прикрашає дата зведення — 1927 рік. Добре відомий як «Будинок офіцерів». До речі, сьогодні у пресі лунають заклики щодо відновлення куполу над спорудою. Але на старому фото видно, що купола немає та його там і не планували, оскільки дах вежі використовувався як оглядовий майданчик.
Протягом 1928—1929 років відновили театр імені Монюшки (облфілармонія), який сильно постраждав під час війни. Автором проекту був молодий інженер Станіслав Треля. Після реконструкції театр позбавився архітектурних прикрас і набув того вигляду, який є сьогодні. Але програвши зовні, виграли всередині — кількість глядацьких місць збільшилася з 300 до 550. 
Зрештою у влади дійшли руки і до ратуші. Десять років вона перебувала в аварійному стані, і лише у 1928‑му приступили до її відновлення. Проект розробив Станіслав Треля. Його ратуша унікальна тим, що вона єдина в Україні (а може й у світі) збудована у стилі ар-деко. Завершити будівництво передбачали у 1932 році, але через хронічний брак коштів споруда постала лише у 1935-му, а внутрішні оздоблювальні роботи тривали аж до 1939 року. Тодішня ратуша дещо відрізнялась від сучасної. На фото можна побачити польського орла вгорі та барельєф з гербом Станиславова. А ось глечика-мутанта немає.
У 1925 році до міста приєднали райони Княгинин-Колонія, Княгинин-Село і Княгинин-Гірка. Значно збільшилася площа міста, та майже вдвічі зросла кількість мешканців, яка сягнула 70 тисяч. Журналісти того часу сповістили про народження «Великого Станиславова». На ознаменування цієї події спорудили величний костел на колишній Колонії-Гірці. Роботи тривали досить довго і лише 16 жовтня 1938 року львівський архієпископ Твардовський освятив новозбудований костел Христа Царя.
Не відставало і житлове будівництво. Модернові споруди, або, як їх називали в народі – «американські будинки», заміняли знищені австрійські кам’яниці. Ці «американці» зовні не справляли великого враження, але за комфортом давали фору «австріякам». Покращене планування, просторі кімнати, новітні системи опалення, сантехніки та вентиляції робили новобудови зручними для проживання. Їх масово зводили у 1930‑х, але й до сьогодні на них зберігся підвищений попит. Початок вулиці Бельведерської є чудовою ілюстрацією цього типу житла.
Останнім масштабним об’єктом міжвоєнного періоду став міський поштамт, споруджений у 1938 році. І знову архітектор, цього разу варшав’янин Ляхерт, випередив свій час: будівля — немов 1960‑х років. Цікаво, що, окрім службових приміщень, тут містились п’ять квартир, в одній із яких мешкав директор пошти. Станиславівці неоднозначно сприйняли споруду, навіть називали її «тюрмою», натякаючи на відсутність вікон на першому поверсі.

## Радянський період

### Перші «хрущівки»
Один із перших багатоквартирних житлових будинків, які в народі охрестили «хрущовками», спорудили у 1960 році по вулиці Московській (тепер Бельведерська), 47. Це була чотирьох поверхова будівля замовлена обласним управлінням внутрішніх справ для працівників правоохоронних органів.
Цікавим є той факт, що на наступний день після урочистої видачі ключів,— одночасно забилися майже всі унітази в будинку. Причиною цього послужили шапки-вушанки, обривки кожухів і валянок. Як з’ясувалося — будинок зводили зеки, які у такий спосіб помстилися своїм кривдникам.